# Crocidura fuliginosa
Crocidura fuliginosa — вид гризунів з родини Soricidae. Південно-східно-азіатська землерийка зустрічається в Камбоджі, Індії, Китаї, Лаосі, Малайзії, М'янмі, Таїланді та В'єтнамі.